# Trypeticus vanasseni
Trypeticus vanasseni är en skalbaggsart som beskrevs av Kanaar 2003. Trypeticus vanasseni ingår i släktet Trypeticus och familjen stumpbaggar. Inga underarter finns listade i Catalogue of Life.